# 沼風 (駆逐艦)
|          |                                                                                       |
| 艦歴     |                                                                                       |
| 計画     | 1918年度（八六艦隊案）                                                                |
| 起工     | 1921年8月10日                                                                         |
| 進水     | 1922年2月25日                                                                         |
| 竣工     | 1922年7月24日                                                                         |
| その後   | 1943年12月18日戦没                                                                    |
| 除籍     | 1944年2月5日                                                                          |
| 要目     |                                                                                       |
| 排水量   | 基準：1,215トン 公試：1,345トン                                                       |
| 全長     | 102.6メートル                                                                         |
| 全幅     | 8.92メートル                                                                          |
| 吃水     | 2.79メートル                                                                          |
| 機関     | ロ号艦本式缶4基 パーソンズ式タービン2基2軸 38,500馬力                                 |
| 速力     | 39ノット                                                                              |
| 航続距離 | 14ノットで3,600カイリ                                                                 |
| 燃料     | 重油：395トン                                                                         |
| 乗員     | 154名                                                                                 |
| 兵装     | 45口径12cm単装砲4門 6.5mm単装機銃2挺 53.3cm連装魚雷発射管3基 （魚雷8本） 一号機雷16個 |

沼風（ぬまかぜ）は、日本海軍の駆逐艦。峯風型の15番艦（野風型3番艦）である。艦名は｢沼に吹く風｣に由来する

## 艦歴
舞鶴海軍工廠で建造。一等駆逐艦に類別され、横須賀鎮守府籍に編入。1922年（大正11年）12月28日より同型艦「野風」「波風」、神風型駆逐艦 (2代)「第一駆逐艦」（「神風」）と第1駆逐隊を編成し、千島、北海道方面の交通保護に当った。
1933年（昭和8年）3月3日に発生した昭和三陸地震のとき、沼風は横須賀港にあり、第1駆逐隊の僚艦神風・野風、第6駆逐隊の電・雷とともに当日の午後に出港した。沼風は翌日早朝までに宮城県の女川に着き、救援にあたった。。後続の敷設鑑厳島が6日に釜石に到着すると、同艦から物資を受け取って7日に女川に移送した
太平洋戦争では、主として北方において海上護衛、哨戒活動に参加。
1943年（昭和18年）12月15日、15隻の船団を護衛し高雄を出港し門司を目指した。船団護衛中　12月18日、沼風は『敵潜水艦ヲ発見』を打電した。21時に『爆雷攻撃中』と打電後、沖縄南東海域において米潜水艦「グレイバック」(USS Grayback, SS-208)による雷撃での反撃により12月19日の早朝、北緯26度29分、東経128度26分にて戦没した。この際、第1駆逐隊司令渡辺保正大佐、山下喜義艦長、香月武彦砲術長、亀卦川運七水雷長以下乗員173名全員が死亡した。
翌1944年（昭和19年）2月5日、沼風は除籍された。

## 歴代艦長
※『艦長たちの軍艦史』235-236頁、『日本海軍史』第9巻・第10巻の「将官履歴」及び『官報』による。階級は就任時のもの。

### 艤装員長
- 柳沢恭亮 中佐：1922年4月15日[4] - 1922年6月10日[5]

### 艦長
- 柳沢恭亮 中佐：1922年6月10日[5] - 1922年11月10日
- （心得）大久保義雄 少佐：1922年11月10日[6] - 1923年6月30日[7]
- （心得）倉田七郎 少佐：1923年6月30日[7] - 1923年12月1日[8]
- 倉田七郎 中佐：1923年12月1日[8] - 1924年11月10日[9]
- 郷田喜一郎 少佐：1924年12月1日 - 1925年12月1日
- 日台虎治 少佐：1925年12月1日 - 1926年12月1日
- 帖佐敬吉 少佐：1926年12月1日 - 1927年12月1日 ※1927年5月28日より予備艦
- 五藤存知 少佐：1927年12月1日 - 1928年7月11日[10]
- 吉田庸光 中佐：1928年7月11日 - 1928年12月10日
- 友成佐市郎 少佐：1928年12月10日 - 1929年11月15日
- 高間完 少佐：1929年11月15日 - 1931年12月1日
- 崎山釈夫 少佐：1931年12月1日 - 1932年2月12日[11]
- 田原吉興 少佐：1932年2月12日 - 1933年5月1日[12]
- 今里博 少佐：1933年5月1日 - 1933年11月1日[13]
- 緒方勉 少佐：1933年11月1日[13] - 1934年10月22日
- 柴勝男 少佐：1934年10月22日 - 1935年2月25日[14]
- 村上暢之助 少佐：1935年2月25日 - 1935年11月15日
- 前田直 少佐：1935年11月15日 - 1936年12月1日
- 近野信雄 少佐：1936年12月1日 - 1937年12月1日
- 福岡徳治郎 少佐：1937年12月1日 - 1938年12月15日 ※同日より予備艦
- （兼）高島鉄郎 少佐：1938年12月15日[15] - 1939年4月8日[16]
- （兼）宮内新一 少佐：1939年4月8日[16] - 1939年5月15日[17]
- 池田暎 少佐：1939年5月15日 - 1940年2月3日
- 竹内一 少佐：1940年2月3日 - 1940年10月15日[18]
- 前川万衛 少佐：1940年10月15日 - 1941年10月1日[19]
- 山上亀三雄 少佐：1941年10月1日 -
- 古要桂次 少佐：1942年11月15日 -
- （兼）脇田喜一郎 大尉：1943年5月17日 - 1943年6月2日
- 山下喜義 少佐：1943年6月2日 - 1943年12月18日戦死